# Monatsschrift für Geschichte und Wissenschaft des Judentums
Die Monatsschrift für Geschichte und Wissenschaft des Judentums (kurz Monatsschrift, abgekürzt MGWJ) war eine 1851 von Zacharias Frankel, dem Begründer der „positiv-historischen Schule“ des Judentums, gegründete wissenschaftliche Zeitschrift, die mit einigen Unterbrechungen bis 1939 erschien. Nach der Eröffnung des von Frankel geleiteten Jüdisch-theologischen Seminars in Breslau im Jahr 1854 wurde die Zeitschrift zum Publikationsorgan des Breslauer Seminars und zur führenden deutschsprachigen wissenschaftlichen jüdischen Zeitschrift.

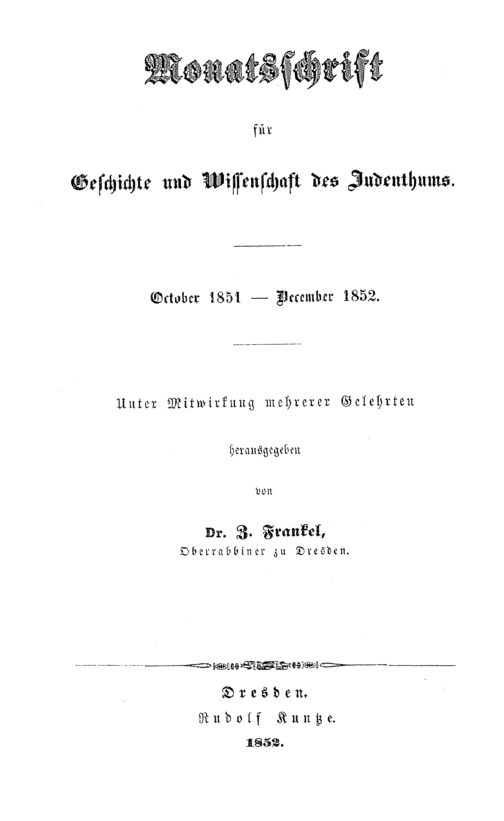
MGWJ 1851/1852

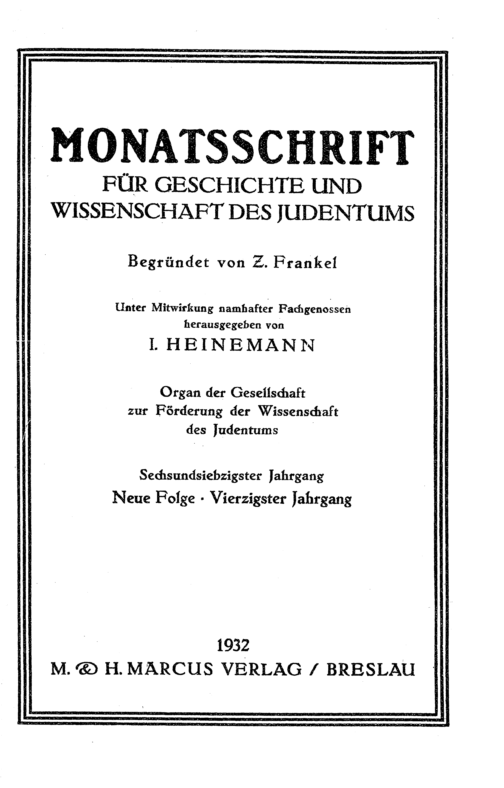
MGWJ 1932

## Geschichte

### Gründung und Ära Frankel
Die Monatsschrift wurde 1851 von Zacharias Frankel, dem nachmaligen ersten Direktor des Jüdisch-theologischen Seminars in Breslau gegründet, als er Rabbiner in Dresden war. Die Zeitschrift sollte als Organ der von ihm begründeten „positiv-historischen Schule“ des Judentums dienen; sie nahm eine Mittelstellung ein zwischen der Reformbewegung, die durch Abraham Geiger vertreten wurde, und der neuorthodoxen Richtung Samson Raphael Hirschs.
Die Monatsschrift vertrat in Glaubensfragen ein konservatives Judentum, in dem die traditionellen Gebräuche und Riten beibehalten wurden, in Fragen der historischen Forschung kam jedoch ein historisch-kritischer Ansatz zur Anwendung.
Nach der Eröffnung des Jüdisch-theologischen Seminars 1854 mit Frankel als erstem Direktor wurde die Zeitschrift zum eigentlichen, wenn auch informellen Publikationsorgan des Breslauer Seminars, die meisten Beiträge stammten von seinen Dozenten und ehemaligen Studenten. Frankel selbst, der die redaktionelle Leitung der Zeitschrift bis 1868 innehatte, verfasste etwa einen Viertel der Texte; er behandelte Themen wie die Septuaginta, jüdischen Hellenismus, die Geschichte der Halacha, religiöse Disputationen in der Antike und schrieb auch Buchkritiken.

### Ära Graetz
1869 übernahm der Historiker Heinrich Graetz die Redaktion der Zeitschrift bis 1887. Graetz verfasste Beiträge hauptsächlich über jüdische Geschichte, die hebräische Bibel und die Sprache der Mischna. In den Jahren 1882 bis 1886 war Pinkus Friedrich Frankl, Abraham Geigers Nachfolger als Rabbiner in Berlin und ein Karäerspezialist, Mitherausgeber. Nach Graetz’ 70. Geburtstag 1887 wurde die Publikation der Monatsschrift fünf Jahre eingestellt.

### 1892 bis 1939
1892 wurde die Zeitschrift vom Historiker Markus Brann (Mitherausgeber 1892–1920) und von David Kaufmann (Mitherausgeber 1892–1899) wieder aufgenommen. 1904 fand sich mit der Gesellschaft zur Förderung der Wissenschaft des Judentums (gegründet 1902) ein neuer Trägerkreis, der auch den Grundriss der Gesamtwissenschaft des Judentums finanziell ermöglichte. Nach Branns Tod im Jahre 1920 übernahm Isaak Heinemann die Leitung bis zu seiner Auswanderung nach Palästina im Jahre 1938.
Der letzte Jahrgang (Nr. 83; Januar / Dezember 1939) wurde von Leo Baeck zusammengestellt. Dieser Band wurde jedoch vor Erscheinen von der Gestapo beschlagnahmt und zerstört. Nur einige Kopien konnten gerettet werden; ein Neudruck erfolgte 1963 im Verlag J.C.B. Mohr (Paul Siebeck) innerhalb der Veröffentlichungsreihe des Leo-Baeck-Instituts.
Alle Redakteure der Monatsschrift arbeiteten nach ähnlichen Prinzipien. Zwar wurden breite Gebiete der jüdischen Gelehrsamkeit abgedeckt, im Allgemeinen jedoch Fragen zu kontroversen rein religiösen Problemen vermieden.

## Ausgaben
- Monatsschrift für Geschichte und Wissenschaft des Judentums. Begr. von Z. Frankel. 83. Jg. N.F. 47. Jg. (Januar / Dezember 1939). Neudruck: Tübingen: J.C.B. Mohr (Paul Siebeck), 1963 (VI, 666 S.) (Veröffentlichung des Leo Baeck Instituts).
- Monatsschrift für Geschichte und Wissenschaft des Judentums. Jüd. Kulturbund in Dtschl., Dresden/Breslau/Berlin 1851ff., Mohr, Tübingen 1963 (Repr.).
- Max Kreutzberger: Gesamtregister zur Monatsschrift für Geschichte und Wissenschaft des Judentums 1851–1939. J.C.B. Mohr, Tübingen 1966.